# Кей, Робби
Робби Кэй (англ. Robbie Kay; род. 13 сентября 1995) — британский актёр, наиболее известный по ролям юного Джейкоба Бира в фильме «Осколки», Пиноккио в «Волшебной истории Пиноккио», юнги в «Пиратах Карибского моря: На странных берегах», а также роли Питера Пэна в сериале «Однажды в сказке» и Томми в сериале «Герои: Возрождение». Родители актера Иван и Стефани Кей. У актера есть две сестры, Камилла и Фиона Кей. Также, актер женат. Его жена София Кей. Она является Украинкой, родилась 31 декабря  2004года. Актер заявил эту информацию журналистам в 2023 году, но решил не выкладывать личную жизнь на показ, чтоб это не тревожило его новую семью.  

## Первые годы
Робби Кей родился в Лимингтоне, жил в Тайнсайде, что на севере Англии, до того как его семья переехала в Прагу, Чехия. Затем он переехал в Хьюстон, Техас. Робби увлекается регби и футболом.
В течение года Робби Кей учился в одной английской театральной школе[уточнить] обучаясь актёрскому искусству, пению и танцам. Когда Робби переехал в Хьюстон, он обучался в British school of Houston, которую окончил в 2014 году.

## Карьера
Живя в Чехии, Кей увидел на школьной доске объявлений запись для англоговорящих детей о том, что для съёмок фильма нужны актёры. Несмотря на недостаток опыта он получил роль в фильме «Иллюзионист», однако сцену с его участием вырезали из финальной версии кинокартины. После небольших ролей в фильмах «Ганнибал: Восхождение» и «Мой мальчик Джек», одна канадская кинокомпания[уточнить] выбрала его среди 150 претендентов на роль юного Джейкоба в фильме «Осколки», который снимали в Греции в течение девяти недель. После этого он снялся в главной роли в телефильме «Волшебная история Пиноккио», в съёмках которого также участвовали Боб Хоскинс и Томас Сангстер.
Популярность Робби Кэй также получил от горячо любимого сериала «Однажды в сказке», где он сыграл в третьем сезоне роль Питера Пэна.

## Фильмография
| Год       |    | Русское название                            | Оригинальное название                       | Роль                    |
| --------- | -- | ------------------------------------------- | ------------------------------------------- | ----------------------- |
| 2007      | ф  | Ганнибал: Восхождение                       | Hannibal Rising                             | сын Колнасов            |
| 2007      | ф  | Осколки                                     | Fugitive Pieces                             | Джейкоб Бир в детстве   |
| 2007      | тф | Мой мальчик Джек                            | My Boy Jack                                 | Артур Релф              |
| 2008      | ф  | Кровавая графиня — Батори                   | Bathory                                     | Палс                    |
| 2008      | тф | Волшебная история Пиноккио                  | Pinocchio                                   | Пиноккио                |
| 2010      | ф  | Сделано в Дагенхэме                         | Made in Dagenham                            | Грэм О’Грейди           |
| 2010      | ф  | Путь к вечной жизни                         | Ways to Live Forever                        | Сэм Маккуин             |
| 2011      | ф  | Пираты Карибского моря: На странных берегах | Pirates of the Caribbean: On Stranger Tides | юнга                    |
| 2013      | тф | Рита                                        | Rita                                        | н/д                     |
| 2013—2018 | с  | Однажды в сказке                            | Once Upon a Time                            | Питер Пэн               |
| 2015      | ф  | Рейс 1942                                   | Flight World War II                         | Найджел Шеффилд         |
| 2015—2016 | с  | Герои: Возрождение                          | Heroes Reborn                               | Томми Кларк             |
| 2016      | ф  | Холодная Луна                               | Cold Moon                                   | Бен Редфилд             |
| 2017      | с  | Анатомия страсти                            | Grey’s Anatomy                              | Кристофер Дэниелс       |
| 2017      | с  | Сонная Лощина                               | Sleepy Hollow                               | Логан Макдональд        |
| 2017      | ф  | Доставка гарантирована                      | No Postage Necessary                        | Стэнли                  |
| 2018      | ф  | Бладфест                                    | Blood Fest                                  | Дакс                    |
| 2018      | ф  | В поисках серебряного озера                 | Locating Silver Lake                        | Мак                     |
| 2019      | с  | Новичок                                     | The Rookie                                  | Саймон Паркс-младший    |
| 2021      | ф  | Сигналы спасения                            | Burning at Both Ends                        | молодой немецкий солдат |
| 2022      | ки | Who Pressed Mute on Uncle Marcus?           | Who Pressed Mute on Uncle Marcus?           | Брэдли                  |
| 2022      | с  | 9-1-1                                       | 9-1-1                                       | Эрик                    |